# جسيم معالج متدخل
الجسيم المعالج المتدخل (بالإنجليزية: therapeutic interfering particle)‏ هو مُستحضر مضاد للفيروسات يقلل من معدل التضاعف وتطور مرض عدوى فيروسي معين. عادةً ما يكون الجسيم المعالج المتدخل عاملًا بيولوجيًا (أي الحمض النووي) مُصمم هندسيًا من أجزاء من الجينوم الفيروسي المُستهدف. يتنافس العامل البيلوجي مع مُسبب المرض داخل الخلية المصابة على موارد تضاعف الفيروس الأساسية، مما يقلل من معدل تضاعف الفيروس والذي يؤدي إلى إنخفاض في تطور المرض. بالنظر إلى آلية العمل هذه، تُظِهر الجسيمات العلاجية المتداخلة حواجز كبيرة أمام تطور المقاومة لمضاد الفيروسات. ومن المتوقع أن تكون مُعارضة للمقاومة (resistance-proof). يمكن أن يكون التدخل في الجسيمات المعالجة المتدخلة وقائيًا (لمنع أو تخفيف آثار العدوى المستقبلية)، أو علاجًا منفردًا (لمحاربة مرض حدث بالفعل، مثل كوفيد-19 (COVID-19). تم اقتراح المفهوم النظري والتعريف الرسمي للجسيم المعالج المتدخل لأول مرة لفيروس نقص المناعة البشرية (HIV) استنادًا إلى النماذج الرياضية لآلية العمل ولكن أول عرض ناجح لجسيم متدخل علاجي كان لـسارس-كوف-2 (SARS-CoV-2).

## تعريف وآلية العمل
الجسيمات العلاجية المتدخلة، التي يُطلق عليها اسم (TIPs)، هي عادةً نسخ مُصنعة ومهندسة من الجسيمات الناقصة المتدخلة التي تنشأ بشكل طبيعي (DIPs)، حيث يتم حذف أجزاء مهمة من جينوم الفيروس مما يجعل الTIP غير قادر على التضاعف من تلقاء نفسه. عادةً ما تكون الغالبية العظمى من جينوم الفيروس محذوفة في الTIP. ومع ذلك، تم تصميم الTIPs بحيث تحتفظ بعناصر محددة من الجينوم تسمح لها بالتنافس بكفاءة مع الفيروس من النوع البري (wild-type virus) على موارد التضاعف المهمة داخل الخلية المصابة. وبالتالي تحرم الفيروس البري من مواد التضاعف من خلال التثبيط التنافسي، وتقليل العبء العلاجي للفايروس. يُمكِّن التثبيط التنافسي الTIPs من التضاعف المشروط والحركة بكفاءة بين الخلايا، أساسيًا «على ظهر» الفيروس البري، التي تعمل كأدوية مضادة للفيروسات تُعطى مرة واحدة مع حواجز كبيرة أمام تطور المقاومة. تم تصميم الTIPs لفيروس نقص المناعة البشرية (HIV) وسارس-كوف-2 (SARS-CoV-2)، ولا تحفز الاستجابات المناعية الطبيعية مثل الإنترفيرون.
ثلاثة معايير ميكانيكية تحدد الTIP:
1. التضاعف المشروط: بسبب نقص الجينات المطلوبة للتضاعف، لا يمكن لـل TIPs التضاعف الذاتي. ومع ذلك، عندما يكون الفيروس من النوع البري موجودًا في نفس الخلية (على سبيل المثال، هناك عدوى إضافية في الخلية)، فإنه يوفر موارد التضاعف المفقودة داخل الخلايا، مما يسمح لـلTIPs بالتضاعف المشروط.[2] من منظور علم الوراثة الجزيئية، يقال إن الفيروس من النوع البري يوفر التكامل في تصاوغ مفروغ (complementation in trans).
2. التدخل عن طريق التثبيط التنافسي: تقلل الTIPs من تكاثر الفيروس من النوع البري تحديدًا من خلال التنافس على موارد التضاعف الفيروسي داخل الخلايا (على سبيل المثال، ثني وتغليف البروتينات مثل القفيصة). تقلل آلية العمل هذه من حجم انفجار الفيروس من النوع البري وتزود الـTIPs بحاجز جيني كبير أمام تطور المقاومة الفيروسية.[2]
3. الحركة باستخدام عدد التكاثر الأساسي (R0)>1: عندما يتم تنشيط الTIP بشكل مشروط بواسطة فيروس «مساعد» للنوع البري في خلية تحتوي غلى عدوى إضافية، فإنه ينتج جزيئات تشبه الفيروسات (VLPs). تنتقل الTIP VLPs من الخلية، وتكون متطابقة في شكلها الظاهر مع الفيروس المُستهدف، ويمكنها تحويل خلايا مستهدفة جديدة. الحاجة المركزية للجسيم المعالج المتدخل هو أنه يتحرك بنسبة تكاثر أساسية (R0) أكبر من 1 (R0> 1). أي، لكل خلية منتجة لـTIP، يجب إنشاء أكثر من خلية TIP جديدة متحولة. هذه الخاصية الثالثة تميز الTIPs عن الDIPs التي تتكون بشكل طبيعي.[2][3][6][8][9]

نتيجة لهذه المعايير الميكانيكية، تمت الإشارة إلى الTIPs على أنها «على الظهر» أو بدلاً من ذلك باسم «خاطفو الفيروسات».
لا تحفز الTIPs أو تعمل من خلال تحريض الاستجابات المناعية الخلوية الطبيعية (مثل الإنترفيرون). في الواقع، لقد ثبت أن تحفيز الآليات الخلوية المضادة للفيروسات يتعارض مع المعيار الثالث (أي، R0> 1)، حيث تمنع آليات المناعة الطبيعية الحركة الفعالة لـلTIPs. على هذا النحو، فإن العديد من مقترحات العلاج القائم على VLP للأنفلونزا والفيروسات الأخرى [13] التي لا تفي بهذه المعايير هي DIPs، ولكن ليس TIPs.

## تاريخ
تم بناء الTIPs إستنادًا على الجسيمات الناقصة المتدخلة (DIPs) التي اكتشفها بريبين فون ماغنوس في أوائل الخمسينيات من القرن الماضي، أثناء عمله على فيروسات الإنفلونزا. الDIPs هي طفرات فيروسية تنشأ تلقائيًا، وصفها فون ماغنوس لأول مرة بأنها فيروسات «غير مكتملة»، حيث فقد جزء مهم من الجينوم الفيروسي. تم العثور على دليل مباشر على الDIPs فقط في الستينيات من قبل هاكيت، الذي لاحظ وجود جزيئات «قصيرة» من فيروس التهاب الفم الحويصلي في الصور المجهرية الإلكترونية، وتم إضفاء الطابع الرسمي على مصطلحات الDIP في عام 1970 بواسطة هوانغ وبالتيمور. تم الإبلاغ عن الDIPs للعديد من فئات فيروسات DNA وRNA في البيئات السريرية والمخبرية.
في حين تم اقتراح الDIPs منذ فترة طويلة كعوامل علاجية محتملة من شأنها أن تعمل عن طريق تحفيز جهاز المناعة. تم اقتراح مفهوم الTIP (أي، آلية العمل R0> 1) لأول مرة في عام 2011، في النماذج النظرية لـ إن تدخل فيروس نقص المناعة البشرية المعارض للمقاومة (resistance-proof) من إعطاء الTIPs مرة واحدة مبني على نماذج لآلية العمل المقترحة في أوائل العقد الأول من القرن الحادي والعشرين.
في عام 2016، أطلقت الحكومة الأمريكية مبادرة تمويل كبرى (تقاطع داربا، DARPA INTERCEPT) لاكتشاف وهندسة الTIPs المضادة للفيروسات لفيروسات متنوعة، بناءً على استثمارات سابقة من المعاهد الوطنية الأمريكية للصحة. أدى هذا البرنامج إلى تجديد الاهتمام بمفهوم الجسيمات المتداخلة كعلاجات مع تطوير تقنيات لعزل الDIPs للإنفلونزا وهندسة الTIPs لفيروس نقص المناعة البشرية (HIV) وفيروس زيكا. تم الإبلاغ عن أول عرض توضيحي ناجح لمفهوم الTIP في عام 2019 لفيروس نقص المناعة البشرية (HIV)، وتم الإبلاغ عن اكتشاف TIP لـ SARS-CoV-2 في عام 2021. في عام 2020، مولت الحكومة الأمريكية التجارب السريرية الأولى على البشر لـTIPs.